# Feedly
Feedly（フィードリー）とはいくつかのウェブブラウザやiOSとAndroidの携帯端末に対応しているニュースアグリゲータアプリケーションである。インターネット上の数あるウェブサイトのニュースフィードを収集し他人と共有することができる。2008年に初版がDevHDによって公開された。

## 歴史
2006年11月、エドウィン・コダバクチャン(Edwin Khodabakchian)がDevHDを共同設立した。この企業はRSSフィードやオンラインストレージ、ソーシャルメディアを統合してユーザーが面白い情報を見つけるためのプラットフォームを作成することを目的としている。DevHDによる最初のプロジェクトはStreetsというインターネット上の数あるウェブサイトのアップデート情報を収集するものでFeedlyの原型となっていて、RSSフィードに最適化されたFeedlyは2008年6月15日に公開された。当初名称は「Feeddo」で携帯端末プラットフォームに移行する前はウェブエクステンションとして公開していた。
2013年3月15日、Feedlyは48時間の間に50万人もの新規ユーザー登録があったことを発表し、これはGoogleリーダーの終了発表によるものだとしている。4月2日には新規ユーザーの総計が300万人に達した。

## ウェブブラウザアプリケーション
Google ChromeやMozilla Firefoxといった数あるブラウザに対応しているエクステンションを公開している。Feedlyをブラウザに統合することでアイコンが表示されそれをクリックすることでニュースフィードを表示できるFeedlyのページにアクセスできる。ブラウザエクステンションはミニマリスティックでさらに雑誌のようなスタイルかつカスタマイズ可能なインターフェイスが特徴である。ユーザーはまたFeedlyが収集したコンテンツをカスタマイズすることで自身のRSSフィードに含めることもできる。インターフェイスはレイアウト、配色の変更やソースや好みに基づく記事の分類が可能で、他のユーザーが引用することもできる。記事は電子メール、Facebook、Google+、Tumblr、Twitter、その他いくつかのサービスを使って共有することが可能である。

## Android、iOSアプリケーション
FeedlyのモバイルアプリケーションはiOS (iPhone、iPad)、Android端末に対応している。全バージョンはStreets（DevHDの別プロジェクト）上で動作しており、全デバイスで同じコードを動作させることができる。複数のプラットフォームにわたり同一のコードが動作するため、開発者は単一のバージョンをあつかえばすみ、より早くアップデートを公開することができる。そのウェブでの対応のように、モバイルアプリケーションもミニマリスティックなインターフェイスで雑誌をめくるようになっているが、ブラウザエクステンションと違って記事全体をロードできるわけではない。代わりに概要と特定の記事へのリンクが表示される。モバイルアプリケーションがブラウザのような動作をする時、別のインターネットブラウザを開けずリダイレクトがアプリケーション内部で起こる。加えて、アプリケーションはユーザーが過去に閲覧、共有した記事を推薦することにも適応している。
2013年3月30日時点でFeedlyのアプリケーションはオフラインモードには対応していない。

## 評価
Feedlyへの評価はほとんど好意的なものである。称賛の多くがシンプルなデザインと行き届いたインターフェイスという点である。しかし、サービスがシンプルなアプローチに過度に依存している点がいくつか発見されたとしているものの、カスタマイズの度合いは初めてのユーザーにとって圧倒的なことができるとしている。DevHDはフィードバックに基いて迅速に調整しモバイルアプリケーションにおいてランドスケープビューを統合したが、ボタンプレスに関してバグや少しのラグがあると報じられている。